# Де Боно, Эмилио
Эмилио Де Боно (итал. Emilio De Bono; 19 марта 1866, Кассано-д’Адда, близ Милана, Италия — 11 января 1944, Верона, Италия) — итальянский военный деятель, маршал Италии (1936).

## Биография
Участник военных действий в Эритрее (1887) и в Ливии (1911).
В Первую мировую войну с 1915 командовал 15-м полком берсальеров, затем возглавлял штаб II корпуса, командовал бригадами «Трапани» и «Савона», 38-й дивизией (1916), IX корпусом (1918).
В 1919 году примкнул к сформированному Б. Муссолини «Союзу ветеранов» и быстро занял в нём руководящие позиции.
В октябре 1922 года избран квадрумвиром, членом «комитета четырёх», которому поручено военное руководство фашистскими сквадрами. Один из главных инициаторов и руководителей «Похода на Рим».
11 ноября 1922 — 11 ноября 1923 — Генеральный директор общественной безопасности.
С 1 марта 1923 — сенатор.
11 ноября 1923 — 20 декабря 1923 — Генерал-интендант полиции.
20 декабря 1923 — 18 июня 1924 — Глава Полиции.
В 1923 зачислен в фашистскую милицию, 1-й командующий.
С 3 июля 1925 по 18 декабря 1928 — генерал-губернатор Триполитании.
3 июля 1925 — 18 декабря 1928 — Командующий колониальными войсками в Триполитании.
18 декабря 1928 — 12 сентября 1929 — заместитель Министра колоний.
С 22 июля 1928 года — государственный министр.
12 сентября 1929 — 17 января 1935 — Министр колоний.
С 18 января 1935 по 27 ноября 1935 — Верховный комиссар Итальянской Восточной Африки
С 3 апреля 1935 по 27 ноября 1935 — Командующий войсками в Восточной Африке. Руководил военными операциями итальянской армии в Эфиопии, в его подчинении находились главные силы итальянской армии — 4 армейских корпуса. Несмотря на полное превосходство в живой силе и технике, потерпел поражение и был заменён П. Бадольо.
1939—1940 — Инспектор Заморских войск.
В 1940—1941 командовал группой армий «Юг», в состав которой вошли 3-я армия генерала К. Джелозо, 2 армейских корпуса и Албанская группа.
После этого остался только членом Большого фашистского совета.
С 1943 года — инспектор иностранных формирований.
На заседании Большого фашистского совета 25 июля 1943 года проголосовал за отставку Муссолини. Был арестован немцами и на процессе в Вероне приговорён к смертной казни. Расстрелян из пулемёта, последними словами были: «Да здравствует Италия!» (итал. Viva l'Italia!).

## Награды
- 3 октября 1937 года — Кавалер Высшего ордена Благовещения
- 19 июня 1936 года — Кавалер Большого креста Савойского военного ордена[1].
- 14 сентября 1920 года — Кавалер Большого креста ордена Короны Италии.
- Кавалер Большого креста Колониального ордена Звезды Италии.
- 10 августа 1928 года — Великий офицер Савойского военного ордена[2]
- 8 апреля 1923 года — Великий офицер ордена Святых Маврикия и Лазаря.
- 1 июня 1919 года — Великий офицер ордена Короны Италии.
- 19 сентября 1918 года — Командор Савойского военного ордена[3].
- 30 декабря 1919 года — Командор ордена Святых Маврикия и Лазаря.
- 13 сентября 1918 года — Командор ордена Короны Италии.
- 12 января 1919 года — Офицер ордена Святых Маврикия и Лазаря.
- 13 сентября 1917 года — Офицер ордена Короны Италии.
- 28 декабря 1913 года — Кавалер Савойского военного ордена[4].
- 3 апреля 1913 года — Кавалер ордена Святых Маврикия и Лазаря.
- 7 ноября 1907 года — Кавалер ордена Короны Италии.